# Municipio de Dismal
El municipio de Dismal (en inglés: Dismal Township) es un municipio ubicado en el  condado de Sampson en el estado estadounidense de Carolina del Norte. En el año 2010 tenía una población de 4.054 habitantes.

## Geografía
El municipio de Dismal  se encuentra ubicado en las coordenadas 35°5′32.6″N 78°35′29.04″O / 35.092389, -78.5914000.